# 赤月ゆに
赤月ゆに（あかつき ゆに、Akatsuki Uni）は、株式会社ゆにクリエイト運営「ライヴラリ」で活動していた日本のYouTuber。株式会社ゆにクリエイト会長。デザインはキッカイキ。
2018年4月20日 - 2021年4月18日の間「今日は何の日」という名目で、毎日その日に因んだ過去の出来事・記念日とそれにまつわる知識をTwitterにて投稿していた。

## 来歴
2018年
- 2月、Twitterアカウントを取得。
- 3月31日、YouTubeチャンネルを開設。Twitterアカウントにて初ツイート。
- 4月18日、YouTubeチャンネルに動画を初投稿するが音声の不調により4月29日に再投稿。
- 4月19日、Twitterアカウントに「今日は何の日」を初投稿。
- 8月10日、コミックマーケット（C94）に初参加。
- 11月5日、ラジオ『赤月ゆにの月曜日の月は赤い』を開始。

2019年
- 4月18日、活動1周年を記念し、オリジナル記念日「ゆにの日」を制定。
- 9月21日、京都国際マンガ・アニメフェア2019に参加。
- 10月18日、YouTubeチャンネルにて初の生配信を実施。

2020年
- 6月25日、チャンネルメンバーシップを開始。
- 7月16日、誕生日を10月18日に制定。
- 9月9日、YouTubeのチャンネル登録者数が10万人を突破。

2023年
- 10月26日、10月31日以ての活動終了を発表。

## キャラクター
東京都文京区に住む金髪美少女吸血鬼で、赤と黒を基調とした服を着ている。ちやほやされたいがためにYouTuberとしての活動を開始した。視聴者・リスナーに対する愛称は「眷族」。
年齢は1000歳以上（4桁歳）、身長は140cm前半、好物はザラメのついたカステラ、好きなバーチャルYouTuberは電脳少女シロ・緑黄色野菜マン。3サイズは不明だがスリムな体型をしている。
「赤月」の部分は日本で名字を名乗るにあたって考えたものであり、「ゆに」もラテン語で「1つ」を意味する「uni」から取っている。

## 交友関係
- 名取さな
  - 特にTwitter上で交流があり、2018年5月15日には添い寝音声の原稿を送るなどのコンテンツのやり取りを行っている[23]。
- DeepWebUnderground
  - 特にTwitter上で交流があり、原稿を送るコンテンツのやり取りも行っている。また、DeepWebUndergroundも12月19日に赤月の「今日は何の日」を模倣した動画を投稿している[24]。
- 餅月ひまり
  - 餅月の事務所所属以降、Twitter上や動画・生放送で交流を行うようになった[25]。
- 稲見昌彦
  - 赤月曰く「近所の学校の先生」[26]。しばしば動画内で言及されることがある。2周年記念放送にはビデオレターを寄せている。

## 赤月ゆにの月曜日の月は赤い
赤月ゆにの月曜日の月は赤いは、2018年11月5日 - 2019年12月30日の間、自身のYouTubeチャンネルで配信していたラジオ形式の収録番組。略称は「赤月月」。配信日は毎週月曜日21時、配信時間は30分。コーナーは「バーリ・トゥード眷族」（自由系お便り）、「ミレニアム人生相談」（お悩み相談）、「○○ってシチュでお願いします」（セリフリクエスト）、「今日を○○の日とする」（オリジナル記念日）の4つを基本としている。
2020年11月2日に同名の生放送形式のラジオ番組を開始。

## 文筆関係

### コメント寄稿
- 牧野圭祐『月とライカと吸血姫』（ガガガ文庫）
  - 帯に描き下ろしイラスト（作 - かれい）と赤月による推薦文が掲載されている。また、4巻にて記念イラストが収録されている。自身の動画内でも詳しく説明している[29]。

### 雑誌掲載作品

#### 評論・エッセイ
- 「■観測者と存在者 バーチャルなバーチャルと、ノット・バーチャルなバーチャル」 - 『ユリイカ』2018年7月号[30]（青土社、2018年6月27日発売、ISBN 978-4-7917-0351-7）掲載
- 「不気味な泡は泡の中、あるいは無限の接合」 - 『ユリイカ』2019年4月号[31]（青土社、2019年3月28日発売、ISBN 978-4-7917-0364-7）掲載

## 出演

### テレビ番組
- ぶい!ちーばー!!（千葉テレビ放送、2019年7月22日 - 9月15日[32]）

### ゲーム
2019年
- ノスフェラトゥ・リリノア（11月、プロモーションビデオ制作・ナレーション・スキン）

2020年
- 暁のブレイカーズ（1月、赤月ゆに）
- ゴシックは魔法乙女〜さっさと契約しなさい!〜（4月、赤月ゆに）
- 偽りのアリス（7月、赤月ゆに）
- ブイブイブイテューヌ（8月、赤月ゆに）

## タイアップ
- 秋田県赤十字血液センター（日本赤十字社、2019年4月1日[37] - 7月31日[38]）
- 京都府赤十字血液センター（日本赤十字社、2019年9月21日[39] - 10月14日[40]）